# Perdita quadrisignata
Perdita quadrisignata är en biart som beskrevs av Timberlake 1956. Perdita quadrisignata ingår i släktet Perdita och familjen grävbin. Inga underarter finns listade i Catalogue of Life.